# 秦皇宫·北戴河历史文化展馆
秦皇宫·北戴河历史文化展馆，位于河北省秦皇岛市北戴河区联峰路85号，是展示北戴河历史文化的博物馆。

## 简介
1990年代初期，北戴河建成了大型仿秦建筑秦皇宫，作为人造景观对游人开放。秦皇宫位于联峰路奥林匹克大道公园南侧，占地面积17.345亩、建筑面积3750平方米。2008年，北戴河投资1.2亿元人民币，开工将秦皇宫改建为以历史文物陈列为主体功能的北戴河博物馆。2009年7月22日，北戴河博物馆正式对社会开放。该博物馆集展览、科研、文化服务等功能于一体，展览主要分为北戴河历史文化展、中国古代陶瓷艺术展、中国古代玉器展、中国古代青铜艺术展、近当代中国书画艺术展、中国古代帝王巡幸文化展等等。博物馆除图片资料外，展出的1191件展品包括399件陶器，166件中国瓷器，28件日本瓷器，53件高丽瓷器，214件青铜器，284件中国铜镜，47件日本铜镜。镇馆之宝是乾隆景泰蓝太平有象。
2016年，北戴河博物馆更名为秦皇宫·北戴河历史文化展馆。2016年4月1日，该展馆免费向市民开放。该展馆的展览分为八个部分，介绍了北戴河的历史、民俗、饮食文化、交通旅游等方面。